# Stardust (микстейп)
Stardust (с англ. — «Звёздная пыль») — четвёртый микстейп шведского рэпера Yung Lean, выпущенный 8 апреля 2022 года на лейбле World Affairs.

## Отзывы
| Оценки критиков   | Оценки критиков |
| Источник          | Оценка          |
| ----------------- | --------------- |
| Pitchfork         | 7.5/10          |
| Album of The Year | 63              |

Хип-хоп-портал The Flow описал разнообразие жанров на микстейпе: трэп, синти-поп, гэридж, вич-хаус. Также портал обратил внимание на сэмпл первой песни, сделанный из песни «На заре» группы Альянс и отсылки к «All The Things She Said» группы Тату. Издание Pitchfork сказало, что «микстейп — это следующий шаг в его избавлении от мантии рэпера-подражателя и полном принятии более удобной роли поп-экспериментатора».

## Список композиций
| №                   | Название                                         | Продюсеры                                          | Длина |
| ------------------- | ------------------------------------------------ | -------------------------------------------------- | ----- |
| 1.                  | «Bliss» (совместно с FKA twigs)                  | Fredrik Okazaki                                    | 2:51  |
| 2.                  | «Trip»                                           | Fredrik Okazaki, Woesum, Art Dealer                | 2:58  |
| 3.                  | «Gold»                                           | Fredrik Okazaki, Whitearmor, Woesum                | 1:51  |
| 4.                  | «Starz2theRainbow» (при участии Thaiboy Digital) | Fredrik Okazaki, Ssaliva                           | 3:48  |
| 5.                  | «All the things»                                 | Fredrik Okazaki, Jack Donaghue, Whitearmor, Woesum | 2:54  |
| 6.                  | «Lips»                                           | Fredrik Okazaki, Skrillex                          | 2:37  |
| 7.                  | «Paradise Lost» (при участии Ant Wan)            | Fredrik Okazaki, Ssaliva                           | 3:47  |
| 8.                  | «SummerTime Blood» (при участии Bladee и Ecco2K) | Fredrik Okazaki, Skrillex                          | 3:02  |
| 9.                  | «Nobody else»                                    | Fredrik Okazaki, Woesum, Yung Sherman              | 2:37  |
| 10.                 | «Waterfall»                                      | Fredrik Okazaki, Ssaliva                           | 4:30  |
| 11.                 | «Letting it all go»                              | Fredrik Okazaki, Lusi                              | 2:28  |
| 12.                 | «Visions (Outro)»                                | Fredrik Okazaki, Ssaliva                           | 2:04  |
| Общая длительность: | Общая длительность:                              | Общая длительность:                                | 35:30 |